# Lomtjärnen (Arvidsjaurs socken, Lappland, 725187-165457)
Lomtjärnen är en sjö i Arvidsjaurs kommun i Lappland och ingår i Skellefteälvens huvudavrinningsområde. Sjön har en area på 0,0537 kvadratkilometer och ligger 349 meter över havet.

## Delavrinningsområde
Lomtjärnen ingår i det delavrinningsområde (725297-165303) som SMHI kallar för Mynnar i Grytforsdammen. Medelhöjden är 369 meter över havet och ytan är 23,6 kvadratkilometer. Det finns inga avrinningsområden uppströms utan avrinningsområdet är högsta punkten. Rönnlidbäcken som avvattnar avrinningsområdet har biflödesordning 2, vilket innebär att vattnet flödar genom totalt 2 vattendrag innan det når havet efter 133 kilometer. Avrinningsområdet består mestadels av skog (49 procent) och sankmarker (45 procent). Avrinningsområdet har 0,05 kvadratkilometer vattenytor vilket ger det en sjöprocent på 0,2 procent.